# SSBP4
SSBP4 (англ. Single stranded DNA binding protein 4) – білок, який кодується однойменним геном, розташованим у людей на короткому плечі 19-ї хромосоми. Довжина поліпептидного ланцюга білка становить 385 амінокислот, а молекулярна маса — 39 388.
| 10         |  | 20         |  | 30         |  | 40         |  | 50         |
| ---------- |  | ---------- |  | ---------- |  | ---------- |  | ---------- |
| MYAKGGKGSA |  | VPSDSQAREK |  | LALYVYEYLL |  | HIGAQKSAQT |  | FLSEIRWEKN |
| ITLGEPPGFL |  | HSWWCVFWDL |  | YCAAPDRREA |  | CEHSGEAKAF |  | QDYSAAAAPS |
| PVMGSMAPGD |  | TMAAGSMAAG |  | FFQGPPGSQP |  | SPHNPNAPMM |  | GPHGQPFMSP |
| RFPGGPRPTL |  | RMPSQPPAGL |  | PGSQPLLPGA |  | MEPSPRAQGH |  | PSMGGPMQRV |
| TPPRGMASVG |  | PQSYGGGMRP |  | PPNSLAGPGL |  | PAMNMGPGVR |  | GPWASPSGNS |
| IPYSSSSPGS |  | YTGPPGGGGP |  | PGTPIMPSPG |  | DSTNSSENMY |  | TIMNPIGQGA |
| GRANFPLGPG |  | PEGPMAAMSA |  | MEPHHVNGSL |  | GSGDMDGLPK |  | SSPGAVAGLS |
| NAPGTPRDDG |  | EMAAAGTFLH |  | PFPSESYSPG |  | MTMSV      |  |            |

A: Аланін

C: Цистеїн

D: Аспарагінова кислота

E: Глутамінова кислота

F: Фенілаланін

G: Гліцин

H: Гістидин

I: Ізолейцин

K: Лізин

L: Лейцин

M: Метіонін

N: Аспарагін

P: Пролін

Q: Глутамін

R: Аргінін

S: Серин

T: Треонін

V: Валін

W: Триптофан

Кодований геном білок за функцією належить до фосфопротеїнів. 
Задіяний у таких біологічних процесах, як ацетилювання, альтернативний сплайсинг. 
Білок має сайт для зв'язування з ДНК. 
Локалізований у ядрі.